# Прецедент
В правните системи базирани на общото право прецедент е юридически случай, установен като принцип или правило, който/което съдът или друго юридическо тяло може да утилизира, когато решава по-нататък подобни случаи или случаи, базирани на сходни факти.
За да има съдебен прецедент трябва да е налице съдебно решение по даден казус, което да е влязло в сила. Така това решение може да се прилага или да бъде ръководство за сходни дела. 
Прецедентите имат роля на тълкувание на законите.

## Типове прецеденти

### Обвързващи прецеденти
Това са прецеденти, които трябва да бъдат приложени или следвани. В този случай съдът трябва да уважи правните заключения от тълкуването на законите на по-висшестоящ съд.

### Убеждаващи прецеденти
Това е прецедент, който не е задължителен, но е полезен и относим към дадения юридически случай.